# Pop! OS
Pop!_OS es una distribución de Linux gratuita y de código abierto, basada en Ubuntu, con un escritorio GNOME personalizado y avanzado. La distribución está desarrollada por el fabricante estadounidense de computadoras Linux System76. Pop!_OS está diseñado principalmente para integrarse con las computadoras creadas por System76, pero también se puede descargar e instalar en la mayoría de las computadoras.
Pop!_OS proporciona soporte completo y listo para usar en las unidad de procesamiento gráfico de AMD y Nvidia. Se considera una distribución fácil de configurar para juegos, principalmente debido a su compatibilidad con GPU incorporada. Pop!_OS proporciona cifrado de disco predeterminado, administración optimizada de ventanas y espacios de trabajo, atajos de teclado para la navegación y perfiles de administración de energía integrados. Las últimas versiones también tienen paquetes que permiten una configuración sencilla para TensorFlow y CUDA.
Pop!_OS es mantenido principalmente por System76, con el código fuente abierto de la versión de lanzamiento alojado en un repositorio de GitHub. A diferencia de muchas otras distribuciones de Linux, esta no está impulsada por la comunidad, aunque los programadores externos pueden contribuir, ver y modificar el código fuente y también pueden crear imágenes ISO personalizadas y redistribuirlas con otro nombre.

## Lanzamientos
Pop!_OS se basa en Ubuntu y su ciclo de lanzamiento es el mismo que el de Ubuntu, con nuevos lanzamientos cada seis meses en abril y octubre. Las versiones de soporte a largo plazo se realizan cada dos años, en abril de los años pares. Cada versión que no es LTS se admite durante tres meses después del lanzamiento de la siguiente versión, y las versiones LTS se admiten durante cinco años. Sin embargo, después del lanzamiento de Pop!_OS 22.04, System76 anunció que omitirá el lanzamiento de 22.10 para enfocar mejor sus recursos en el desarrollo de Cosmic DE basado en Rust.
| Versión | Fecha de lanzamiento | Soporte hasta   | Basado en        |
| --- | -------------------- | --------------- | ---------------- |
| 17.10 | 2017-10-27           | n/a             | Ubuntu 17.10     |
| 18.04 LTS | 2018-04-30           | 2023-04         | Ubuntu 18.04 LTS |
| 18.10 | 2018-10-19           | 2019-07         | Ubuntu 18.10     |
| 19.04 | 2019-04-20           | 2020-01         | Ubuntu 19.04     |
| 19.10 | 2019-10-19           | 2020-07         | Ubuntu 19.10     |
| 20.04 LTS | 2020-04-30           | 2025-04         | Ubuntu 20.04 LTS |
| 20.10 | 2020-10-23           | 2021-07         | Ubuntu 20.10     |
| 21.04 | 2021-06-29           | 2022-01-22      | Ubuntu 21.04     |
| 21.10 | 2021-12-14           | 2022-07         | Ubuntu 21.10     |
| 22.04 LTS | 2022-04-25           | Current Release | Ubuntu 22.04 LTS |
| Leyenda:Versión antiguaVersión antigua, con soporte técnicoÚltima versiónÚltima versión previaLanzamiento futuro |                      |                 |                  |